# Danuta Siedzikówna
Danuta Helena Siedzikówna, ook bekend als "Inka" en Danuta Obuchowicz (Guszczewina, 3 september 1928 - Gdańsk, 28 augustus 1946) was een Poolse hospitaal-soldaat in Armia Krajowa.
Nadat in 1943 haar moeder was vermoord door de Gestapo sloot Siedzikówna zich aan bij het gewapend verzet. Hier kreeg ze een medische opleiding. Na de oorlog ging ze aan het werk. Ze werd met andere collega's gearresteerd op beschuldiging van samenwerking met anticommunistisch verzet. Ze werd bevrijd door een verzetsgroep en sloot zich hier bij aan. Ze werd op 20 juli 1946 in Gdańsk gearresteerd toen ze medische voorraden ging halen voor een verzetsgroep. Ze werd beschuldigd van een aanval op de veiligheidsdienst en militie. Getuigen noemden haar slechts een verpleegster, anderen spraken dit tegen. Het hof besliste dat ze geen actieve rol had gespeeld in de aanval maar veroordeelde haar toch tot de dood. Een clementieverzoek weigerde ze te ondertekenen. Enkele dagen voor haar achttiende verjaardag werd ze geëxecuteerd. In haar laatste wil vroeg ze een priester haar familie op de hoogte te stellen van haar dood. Hij werd gevolgd door de geheime politie en op beschuldiging van spionage veroordeeld tot drieënhalf jaar cel.
Op 11 november 2006 werd ze postuum onderscheiden tot Commandeur in de Orde Polonia Restituta
In 2007 werd het verfilmde theaterstuk "Inka 1946 - Ja jedna zginę" van regisseur Natalia Korynckia-Gruz op televisie uitgezonden.
Ze was de zus van Wiesława Korzeń en oudtante van de Europese architecte en kunstenares Anna Tertel. Ze was ook een nicht van Paweł Hur en achterkleindochter van Karol Rzepecki, een prominente figuur in de Poolse nationale beweging van de 19e eeuw.

## Externe link

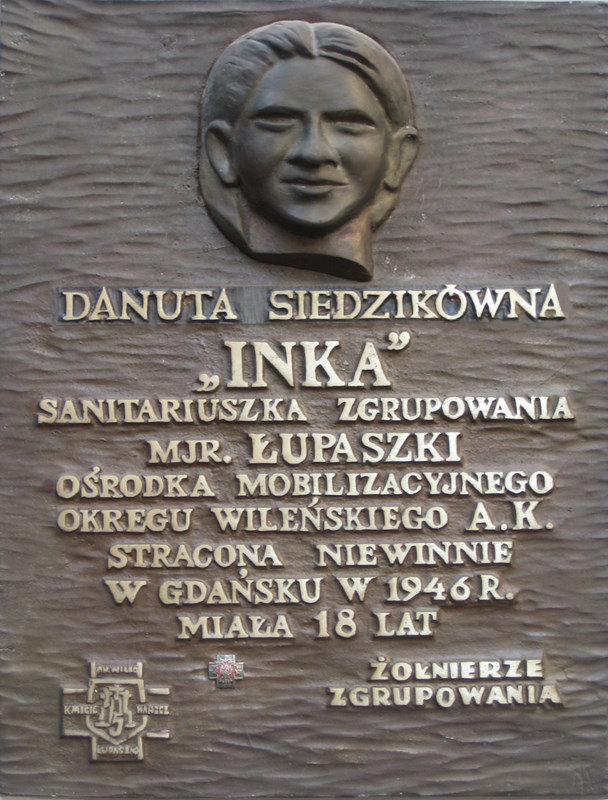
Gedenkplaat in de Sint-Mariabasiliek in Gdańsk
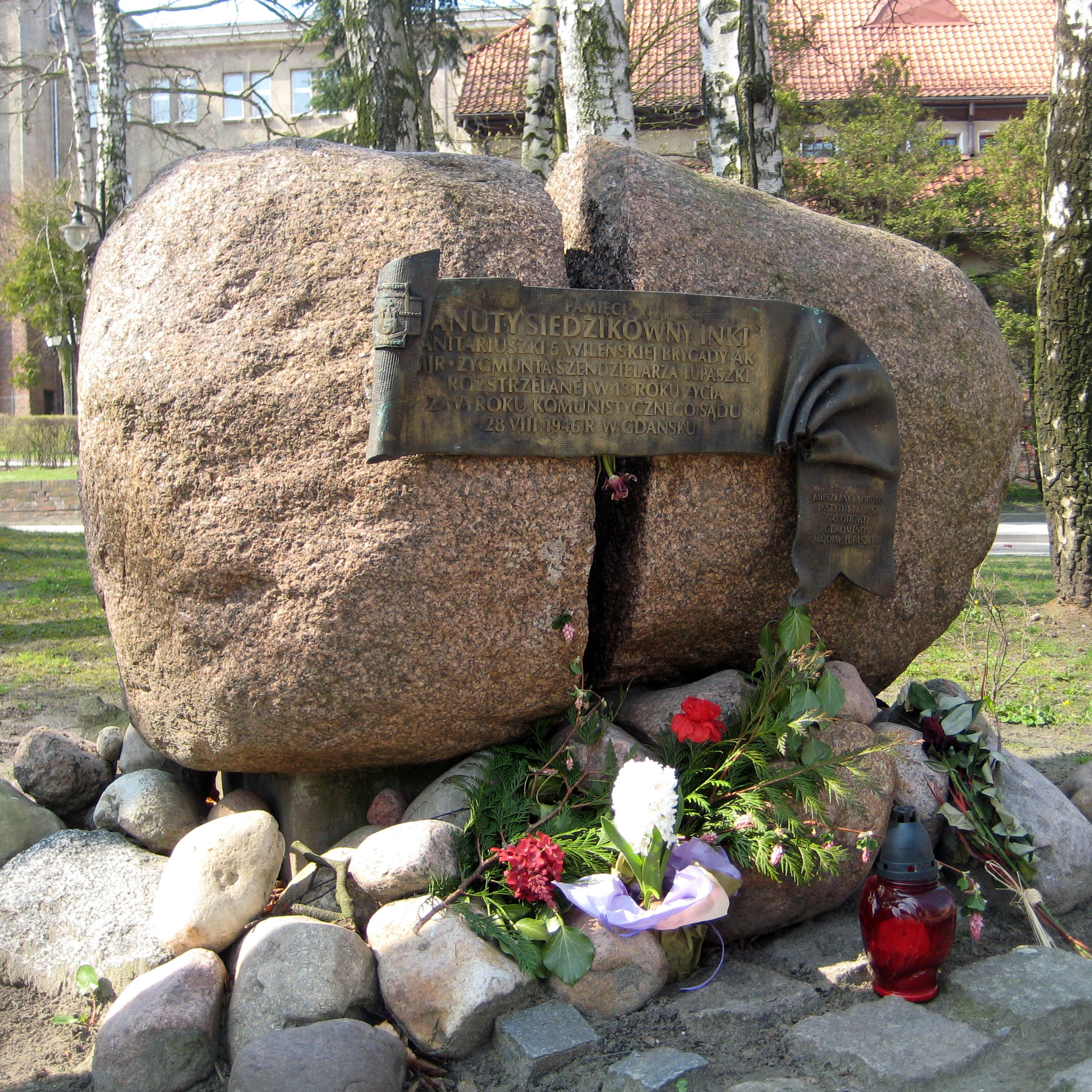
Gedenkteken in Park Sanitariuszki Inki in Sopot
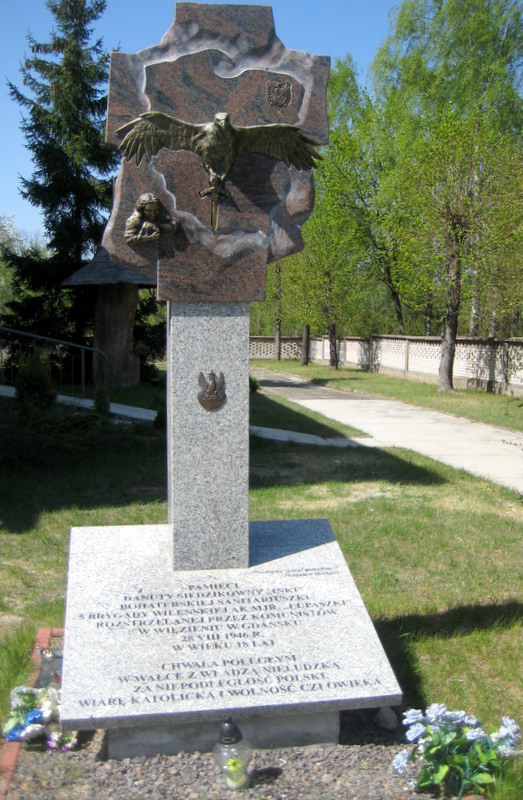
Gedenkteken naast Pastoriekerk in Narewka
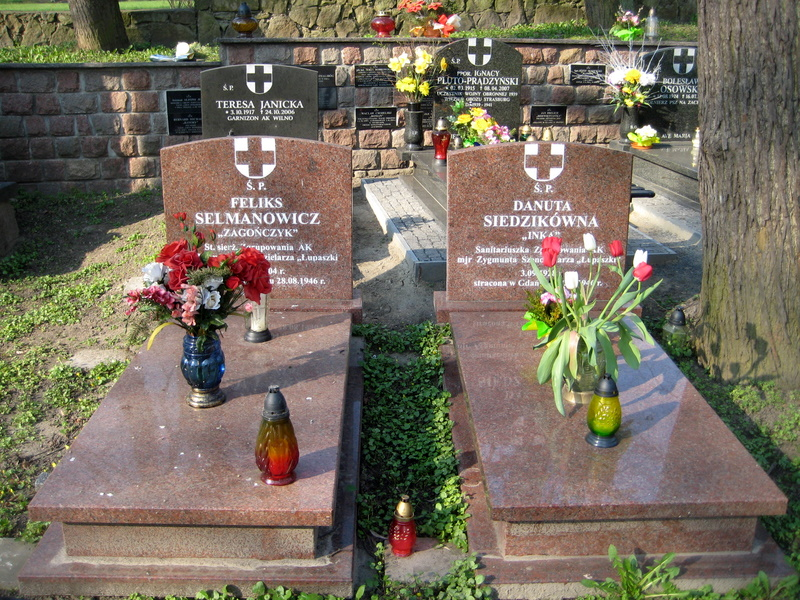
Symbolisch Graf in Garnizoen Begraafplaats in Gdańsk
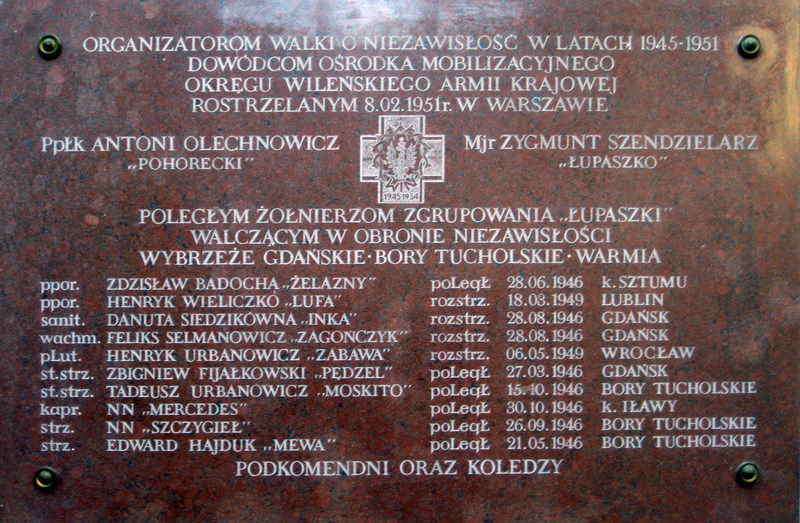
Targa commemorativa presso la cattedrale di Gdańsk
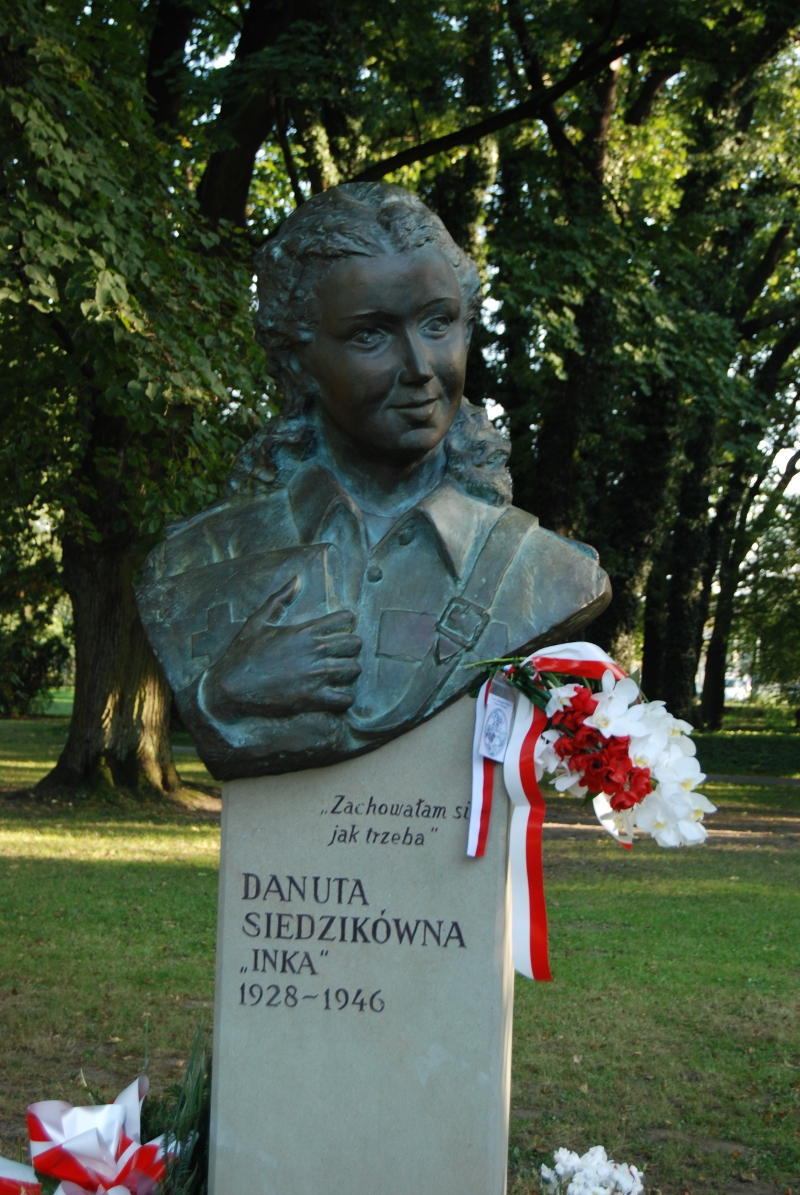
Gedenkteken in Park im. dr H. Jordana in Krakau door Anna Tertel

## Decoratie
- Krzyż Komandorski Order Odrodzenia Polski op 11 november 2006  (Postuum)